# Gaertnera walkeri
Gaertnera walkeri är en måreväxtart som först beskrevs av George Arnott Walker Arnott, och fick sitt nu gällande namn av Carl Ludwig von Blume. Gaertnera walkeri ingår i släktet Gaertnera och familjen måreväxter. IUCN kategoriserar arten globalt som sårbar. Inga underarter finns listade i Catalogue of Life.